# Codariocalyx motorius
A Codariocalyx motorius é uma espécie de planta nativa de várias regiões da Ásia. É uma das poucas plantas capazes de movimentos rápidos.

## Sinónimos
- Codariocalyx gyrans (L. f.) Hassk.
- Desmodium gyrans (L.) DC.
- Desmodium gyrans (L. f.) DC.
- Desmodium gyrans (L.) DC. var. roylei (Wight & Arn.)Baker
- Desmodium motorium (Houtt.) Merr.
- Desmodium roylei Wight & Arn.
- Hedysarum gyrans L. f.
- Hedysarum motorium Houtt.
- Hedysarum motorius Houtt.
- Meibomia gyrans (L. f.) Kuntze